# Berta Edelfelt

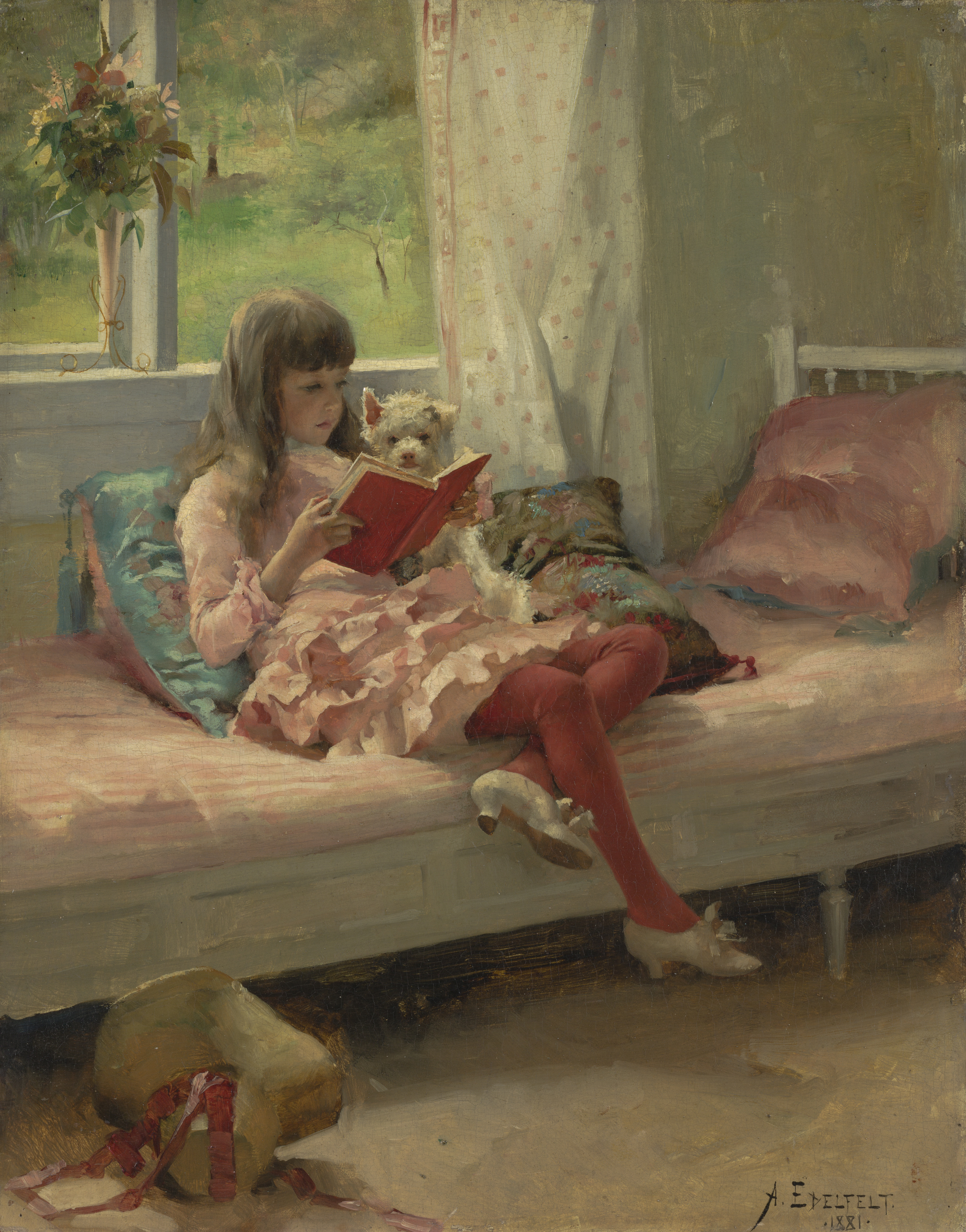
Målning av brodern Albert Edelfelt 1881

Berta Carolina Edelfelt, född 7 mars 1869 i Helsingfors, död där 4 februari 1934, var en finlandssvensk författare. Hon var syster till Albert Edelfelt. 
Edelfelt drev från 1887 en förberedande skola i Helsingfors tillsammans med systern Annie Edelfelt (1866–1934) och var från 1895 lärare i svenska vid Privata svenska flickskolan i Helsingfors. Hon utgav broderns brev i fem band (1917–1930) och en biografi över modern, Alexandra Edelfelt, 1920). Bland hennes övriga verk märks Ur en gammal dagbok – En episod i J.L. Runebergs liv (1922) och en biografi över Sophie Mannerheim (1932).
Berta Edelfelt ägnade de sista decennierna av sitt liv åt att ge ut utdrag ur broderns Albert Edelfelts korrespondens med deras mor Alexandra Edelfelt, vilket resulterade i fem volymer utgivna mellan 1917 och 1930. Hon hjälpte också konsthistorikern Bertel Hintze med den första biografin om Albert Edelfelt på 1930-talet, men visade inte broderns brev för honom. Istället donerade hon 1935 brevsamlingen till Svenska litteratursällskapets arkiv, i en låst kista som inte fick öppnas på 50 år. Dessförinnan hade hon förstört både enskilda sidor och hela brev som hon ansåg oförenliga med den bild av brodern som hon ville förmedla.

## Verk
- Ur Albert Edelfelts brev : drotting Blanca och hertig Carl samt några andra tavlor, utg. av Berta Edelfelt.Schildt, Helsingfors 1917
- Ur Albert Edelfelts brev : resor och intryck, utg. av Berta Edelfelt. Schildt, Helsingfors 1921
- Alexandra Edelfelt : en levnadsteckning byggd på  traditioner, minnen och brev.  Schildt, Helsingfors 1920
- Ur en gammal dagbok : en episod i J. L. Runebergs liv ; med en inledning av Werner Söderhjelm. Schildt, Helsingfors 1922
- Dikter från främmande land i fri översättning.    Schildt, Helsingfors 1923
- Liv och arbete : ur Albert Edelfelts brev, utg. av Berta Edelfelt.          Schildt, Helsingfors 1926
- Middagshöjd : ur Albert Edelfelts brev, utg. av Berta Edelfelt.          Schildt, Helsingfors 1928
- Kring sekelskiftet : ur Albert Edelfelts brev, utg. av Berta Edelfelt.          Schildt, Helsingfors 1930
- Sophie Mannerheim : en levnadsteckning.   Schildt, Helsingfors 1932